# バティニョール大通り
座標: 北緯48度52分56秒 東経2度19分18秒 / 北緯48.882215度 東経2.32157度
バティニョール大通り（Boulevard des Batignolles）は、フランス・パリ8区と17区との間にある大通り。

## 場所とアクセス
東側のクリシー広場に始まり、西側のプロスペル＝グボー広場に向かう。南の8区と北の17区を分ける境となっている。
広い2車線道路であり、中央には並木が植えられている。樹齢200年の木もある。ペタンクの愛好者が集まっている。
最寄駅は、メトロのヴィリエ駅、ローム駅、プラス・ド・クリシー駅である。

## 名称の由来
通りのあるバティニョール地区から来ている。

## 沿革
古く、フェルミエー・ジェネローの城壁の外側はバティニョール大通り、城壁の内側はクリシー通りであった。パリ改造の1864年、合体してバティニョール大通りとなった。その一部は、現在ではクリシー広場、他の一部はプロスペル＝グボー広場となっている。

## 著名な建物
- 19番地：画家フェルナン・コルモンの未亡人がここで殺害された[2]。
- 44番地：バティニョール寺院（フランス語版）
- 45番地：リセー・シャプタール（フランス語版）
- 78番地：エベルト劇場（フランス語版）
- 86番地：画家ピエール・デュモン (Pierre Dumont, 1884-1936) の家。

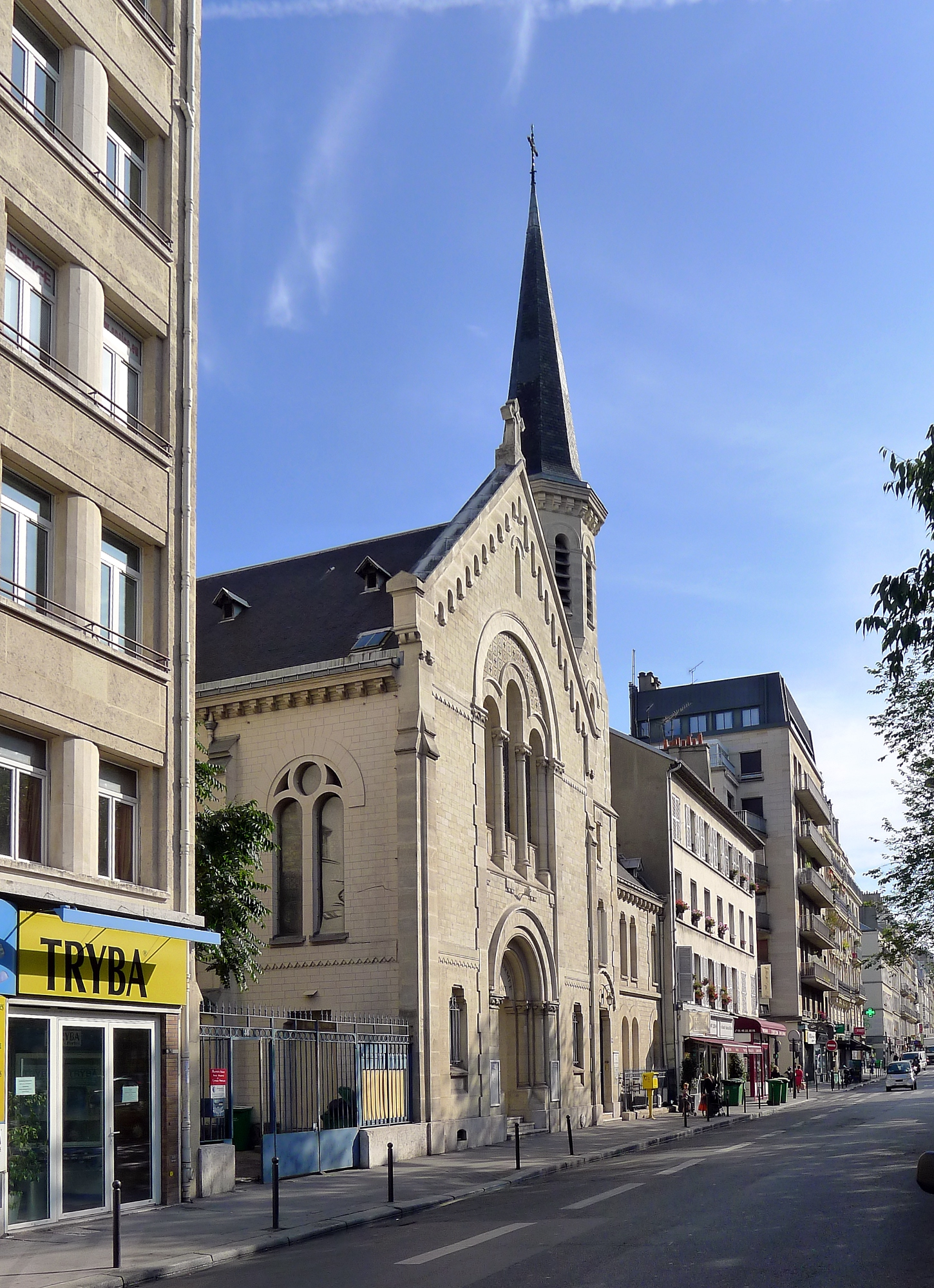
44番地、バティニョール寺院。1898年創建。
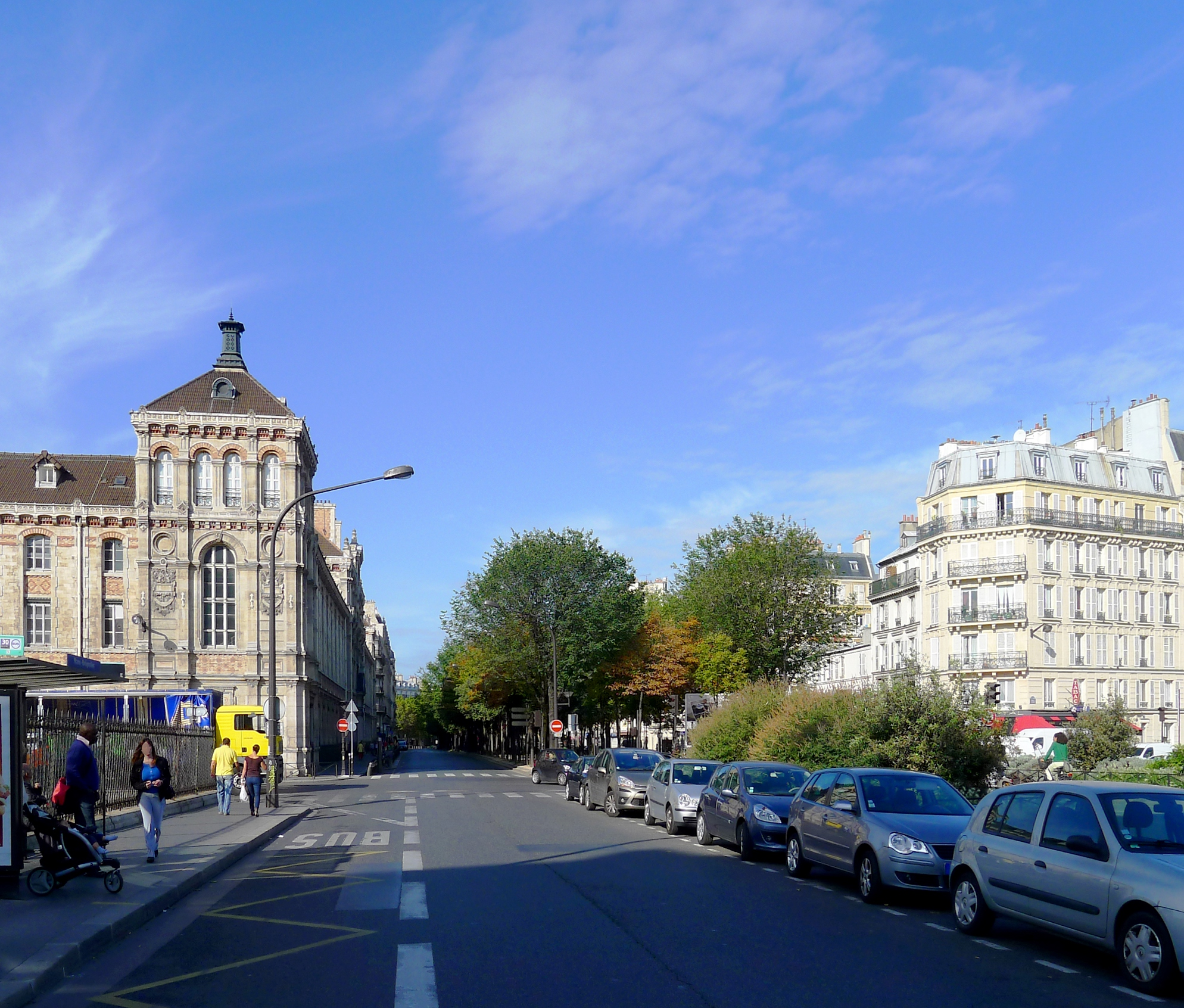
リセー・シャプタール（左手）。